# Prohibido amar en Nueva York
Prohibido amar en Nueva York es una película de comedia y drama mexicana de 1982, escrita y dirigida por Elin Ortiz y protagonizada por Charytin Goyco, Frank Moro, Julio Alemán, Lolita Berios y Julissa.

## Sinopsis
La puertorriqueña Janet llega a Nueva York contratada como estrella de una película que resulta ser pornográfica. Janet renuncia y se coloca como modelo mientras estudia actuación. Conoce al mexicano Alberto, que la lleva a vivir con una amiga, pero ambas se hacen rivales. Cuando Janet tiene una buena oportunidad como actriz renuncia para casarse con Alberto. Años después su hija se hace gran vedette.

## Elenco
- Charytin Goico - Janet
- Julio Alemán - Alberto
- Frank Moro
- Julissa
- Miguel Ángel Suárez
- Velda González
- Jaime Garza
- Freddy Beras-Goico

- Datos: Q2881016